# Baßlitz
Baßlitz ist ein Ortsteil der Gemeinde Priestewitz im Landkreis Meißen in Sachsen. 

## Geografie und Verkehrsanbindung
Der eine Fläche von 386 Hektar umfassende Ort liegt etwa drei Kilometer südöstlich des Kernortes Priestewitz an der Kreisstraße 8553. Zwillingsdorf von Baßlitz ist Geißlitz. Die beiden Orte werden durch die Bahnstrecke Leipzig–Dresden getrennt. Die B 101 verläuft westlich. Eine Buslinie verbindet Baßlitz unter anderem mit Priestewitz und Großenhain.
Der Bierlichtbach, ein Zufluss des Hopfenbaches, fließt am östlichen Ortsrand.

## Geschichte
Urkundlich erstmals erwähnt wurde der Ort im Jahre 1262 als Paseliz. Der Ortsname wird als „Siedlung, an der Fallen aufgestellt wurden“ gedeutet. Weitere Formen des Ortsnamens waren im Laufe der Zeit: Paselitz (1285), Baselitz (1350), Paßlicz (1406), Baseliz (1555), Baslitz (1791) und schließlich Baßlitz im Jahre 1875. Angelegt wurde der Ort einst als Gassendorf mit Block- und Gewanneflur.
Im Laufe der Jahrhunderte gab es einige Besitzerwechsel. Ursprünglich noch dem Domstift zu Meißen untertänig, zahlte der Ort im Jahre 1406 Landbete nach Hayn. In der zweiten Hälfte des 18. Jahrhunderts kam Baßlitz zum Rittergut in Proschwitz.
Kirchlich war der Ort, welcher 1406 eine Größe von 16 Hufen umfasste, nach Wantewitz seit 1540 eingemeindet und auch die Kinder des Dorfes besuchten zunächst die dortige Schule. Eine eigene Schule erhielt das Dorf im Jahre 1859, welche 1887 noch einmal umgebaut wurde. Um 1826 sind hier 124 Einwohner verzeichnet und Baßlitz umfasste eine Größe von 22 Hufen.
Am 1. Januar 1950 wurden die bisher eigenständigen Gemeinden Böhla b. Geißlitz und Geißlitz eingegliedert. Seit dem 1. Januar 1999 gehört Baßlitz zur Gemeinde Priestewitz.

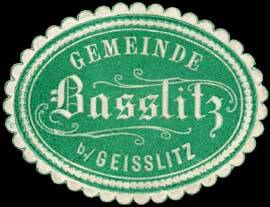
Alte Siegelmarke von Baßlitz (datiert zwischen 1850 und 1923)

## Kultur und Sehenswürdigkeiten
In der örtlichen Denkmalliste sind mehrere historische Denkmäler und Gebäude verzeichnet. Unter Denkmalschutz stehen hier unter anderem zwei Wohnstallhäuser in der Gävernitzer Straße 16 und 22, welche auf die Jahre 1788 und 1800 datiert werden. Beide Gebäude sind zum Teil in Fachwerkbauweise entstanden. Ebenfalls unter Denkmalschutz steht ein früher als Ausgedingehaus genutztes Seitengebäude eines einstigen Vierseitenhofes in der Gävernitzer Straße 1. Auch dieses Haus ist in der Mitte des 19. Jahrhunderts zum Teil in Fachwerkbauweise entstanden. Weitere Baudenkmäler sind ein weitgehend original erhaltenes Mühlenensemble in der Gävernitzer Straße 12, dessen mit einem Walmdach versehenes Wohnhaus aus dem Jahre 1846 stammt und ein historischer Wegestein aus dem 19. Jahrhundert.
Aktive Vereine vor Ort sind der Sportverein Baßlitz e. V., der Seniorenverein Baßlitz sowie die 1945 begründete Ortsgruppe der Freiwilligen Feuerwehr.